# Epiplema schidacina
Epiplema schidacina är en fjärilsart som beskrevs av Butler 1881. Epiplema schidacina ingår i släktet Epiplema och familjen Uraniidae. Inga underarter finns listade i Catalogue of Life.